# Renzo Gracie
Renzo Gracie (Rio de Janeiro, 11 maart 1967) is een Braziliaans jiujitsu-beoefenaar en MMA-vechter uit Brazilië. Hij is de zoon van Robson Gracie en kleinzoon van Carlos Gracie. Hij heeft binnen verschillende organisaties gevochten.

## Mixed-martial-artscarrière
Gracie heeft onder andere in de volgende organisaties gevochten: PRIDE Fighting Championships, International Fight League (IFL), Ultimate Fighting Championship (UFC), RINGS, Martial Arts Reality Superfighting (MARS) en Word Combat Championship.
Gracie is hoofdinstructeur aan de Renzo Gracie Academy in Manhattan, New York. Hij heeft meegeschreven aan twee instructieboeken over BJJ: Brazilian Jiu-Jitsu: Theory and Technique en Mastering Jiu-Jitsu. Op 14 november 2008 kwam er een dvd-documentaire uit genaamd 'Renzo Graice Legacy, waarbij de op dat moment laatste tien jaar van zijn leven gevolgd worden.

## Mixed-martial-artsrecord
| Resultaat  | Record | Tegenstander          | Methode                                      | Wedstrijd                           | Datum             | Tijd  | Noten                                                |
| ---------- | ------ | --------------------- | -------------------------------------------- | ----------------------------------- | ----------------- | ----- | ---------------------------------------------------- |
| Loss       | 13–7–1 | Matt Hughes           | TKO (punches)                                | UFC 112                             | 10 april 2010     | 4:40  | Abu Dhabi, United Arab Emirates                      |
| Win        | 13–6–1 | Frank Shamrock        | DQ (knees to downed opponent)                | EliteXC: Destiny                    | 10 februari 2007  | 2:00  | Southaven, Mississippi, VS                           |
| Win        | 12–6–1 | Carlos Newton         | Decision (split)                             | IFL: World Team Championships       | 31 december 2006  | ?     | Uncasville, Connecticut, VS                          |
| Win        | 11–6–1 | Pat Miletich          | Submission (guillotine choke)                | IFL: Gracie vs. Miletich            | 23 september 2006 | 3:37  | Moline, Illinois, VS                                 |
| Loss       | 10–6–1 | B.J. Penn             | Decision (unanimous)                         | K-1 World Grand Prix 2005 in Hawaii | 29 juli 2005      | 5:00  | Honolulu, Hawaii, US                                 |
| Loss       | 10–5–1 | Carlos Newton         | Decision (split)                             | Pride Bushido 1                     | 5 oktober 2003    | 5:00  | Saitama, Japan                                       |
| Loss       | 10–4–1 | Shungo Oyama          | Decision (unanimous)                         | Pride 21                            | 23 juni 2002      | 5:00  | Saitama, Japan                                       |
| Win        | 10–3–1 | Michiyoshi Ohara      | Decision (unanimous)                         | Pride 17                            | 3 november 2001   | 5:00  | Tokyo, Japan                                         |
| Loss       | 9–3–1  | Dan Henderson         | KO (punch)                                   | Pride 13                            | 25 maart 2001     | 1:40  | Saitama, Japan                                       |
| Loss       | 9–2–1  | Kazushi Sakuraba      | Technical submission (schouderklem (kimura)) | Pride 10                            | 27 augustus 2000  | 9:43  | Saitama, Japan                                       |
| Loss       | 9–1–1  | Kiyoshi Tamura        | Decision (unanimous)                         | King of Kings 1999 Final            | 26 februari 2000  | 5:00  | Tokyo, Japan                                         |
| Win        | 9–0–1  | Maurice Smith         | Submission (armklem)                         | Rings: King of Kings 1999 Block B   | 22 december 1999  | 0:50  | Osaka, Japan                                         |
| Win        | 8-0-1  | Wataru Sakata         | Submission (armklem)                         | Rings: King of Kings 1999 Block B   | 22 december 1999  | 1:25  | Osaka, Japan                                         |
| Win        | 7–0–1  | Alexander Otsuka      | Decision (unanimous)                         | Pride 8                             | 21 november 1999  | 10:00 | Tokyo, Japan                                         |
| Win        | 6–0–1  | Sanae Kikuta          | Submission (guillotine choke)                | Pride 2                             | 15 maart 1998     | 0:43  | Yokohama, Japan                                      |
| Draw       | 5–0–1  | Akira Shoji           | Draw                                         | Pride 1                             | 11 oktober 1997   | 10:00 | Tokyo, Japan                                         |
| No contest | 5–0–0  | Eugenio Tadeu         | No contest                                   | Pentagon Combat                     | 27 september 1997 | 14:45 | Brazilië, No contest door rel veroorzaakt door fans. |
| Win        | 5-0    | Oleg Taktarov         | KO (upkick)                                  | Martial Arts Reality Superfighting  | 22 november 1996  | 1:02  | Birmingham, Alabama, VS                              |
| Win        | 4–0    | James Warring         | Submission (choke)                           | WCC 1: First Strike                 | 17 oktober 1995   | 2:47  | Charlotte, North Carolina, VS                        |
| Win        | 3–0    | Phil Benedict         | Submission (strikes)                         | WCC 1: First Strike                 | 17 oktober 1995   | 2:08  | Charlotte, North Carolina, VS                        |
| Win        | 2–0    | Ben Spijkers          | Submission (choke)                           | WCC 1: First Strike                 | 17 oktober 1995   | 2:38  | Charlotte, North Carolina, VS                        |
| Win        | 1–0    | Luiz Augusto Alvareda | Technical submission (rear naked choke)      | Desafio: Gracie Vale Tudo           | 1 januari 1992    | 7:03  | Brazilië                                             |